# Lorraine Type 310
Der Lorraine Type 310 ist ein Pkw-Modell der 1930er Jahre. Hersteller war Lorraine-Dietrich in Frankreich.

## Beschreibung
Das Fahrzeug stand zunächst 1932 und dann von 1934 bis 1935 im Verkaufsprogramm. Es ist der Nachfolger des B.6.
Das Modell hat wie der B.6 einen von Marius Barbarou entworfenen Sechszylinder-Monoblockmotor mit OHV-Ventilsteuerung. 85 mm Bohrung und 120 mm Hub ergeben 4086 cm³ Hubraum. Der Wagen wurde auch 20 CV genannt, obwohl der Motor in Frankreich steuerlich mit 23 CV eingestuft war. Die Motorleistung beträgt je nach Quelle 90 PS oder 95 PS.
Der Motor ist vorn im Fahrgestell längs eingebaut und treibt über eine Kardanwelle die Hinterachse an. Die Bremse wirkt auf alle vier Räder.
Die Fahrzeuge haben 3545 mm Radstand und 1420 mm Spurweite. Davon abweichend sind für 1934 und 1935 auch 3450 mm Radstand angegeben. Die Fahrzeuge sind 463 cm lang und 175 cm breit. Sie wiegen etwa 2000 kg.
Angeboten wurden Limousinen und Pullman-Limousinen.
Der zur gleichen Zeit erhältliche Type 311 war bis auf den kürzeren Radstand und andere Karosserien gleich.